# Michel Aoun (giám mục)
Michel Aoun (sinh 1959) là một giám mục người Li Băng của Giáo hội Công giáo nghi lễ Maronites, trực thuộc Giáo hội Công giáo Rôma. Giám mục Aoun hiện là Giám mục Tông Tòa Jbeil (còn gọi là Byblos, thuộc nghi lễ Maronites.

## Tiểu sử
Giám mục Michel Aoun sinh ngày 2 tháng 6 năm 1959 tại Dammour, Liban. Sau quá trình tu học dài hạn theo quy định của Giáo luật, ngày 9 tháng 6 năm 1984, Phó tế Aoun, 25 tuổi, tiến đến việc được truyền chức linh mục. Tân linh mục củng trở thành thành viên của linh mục đoàn Giáo phận Beirut, nghi lễ Maronites.
Với hai mươi bảy năm kinh nghiệm trong công tác mục vụ trên sứ vụ linh mục, ngày 5 tháng 6 năm 2011, linh mục Auon được chọn làm Giám mục Tông Tòa Jbeil, và được Tòa Thánh chấp nhận ngày 16 tháng 1 năm 2012. Lễ Tấn phong giám mục cho vị tân chức được cử hành sau đó vào ngày 25 tháng 2 cùng năm, với vị giáo sĩ chủ phong là Thượng phụ Béchara Boutros Raï, thượng phụ Tòa Thượng Phụ Antiochia. Hai giáo sĩ khác trong vai trò phụ phong gồm Tổng giám mục Paul Youssef Matar, Tổng giám mục chính tòa Tổng giáo phận Beirut và giám mục Samir Mazloum, nguyên Giám mục Giáo triều của Giáo hội Nghi lễ Maronites, tại Tòa Thượng phụ Antiochia.